# محیط زیست نیوزیلند

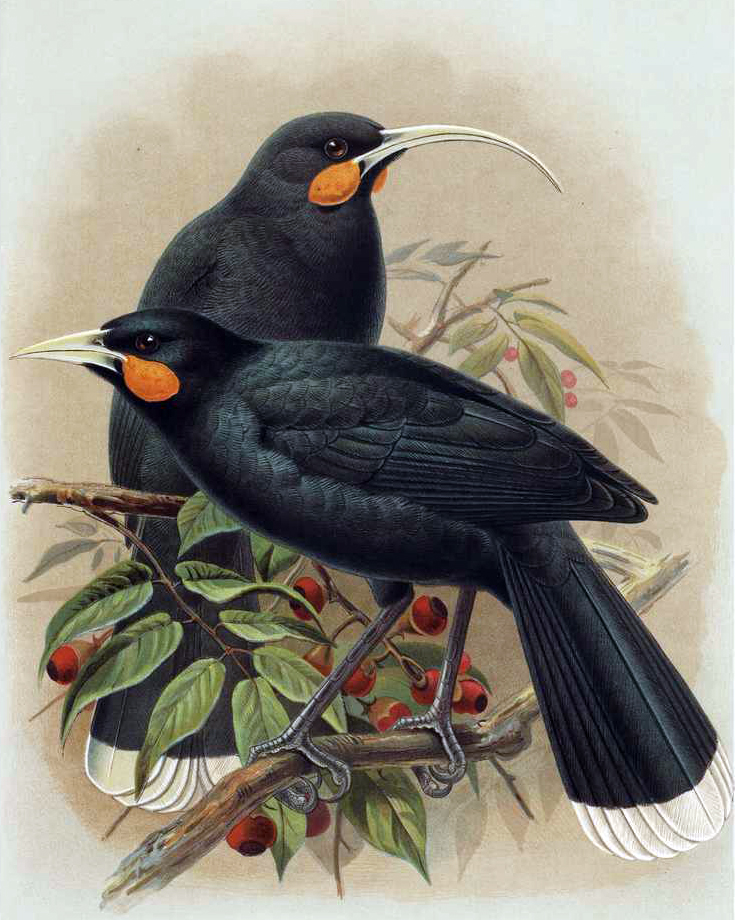
پرنده منقرض‌شده هویا از یک خانواده انحصاری نیوزیلند

محیط زیست نیوزیلند با زیاگان و گیاگان منحصربفرد خود از تمام نقاط دنیا متمایز است. این کشور تا قبل از ورود انسان در حدود سال ۱۲۸۰ میلادی فاقد هر نوع پستاندار خشکی‌زی بود و جایگاه بوم‌شناختی پستانداران را پرندگان و حتی حشرات اشغال کرده بودند. بسیاری از پرندگان این جزیره قدرت پرواز نداشته و اغلب جانوران و گیاهان آن نیز بومی انحصاری (اندمیک) این جزیره بودند. 
ورود انسان پیامدهای ویرانگری برای محیط زیست این جزیره به همراه داشت. انسان‌ها با از بین بردن جنگل‌ها و وارد کردن خواسته و ناخواسته جانوران و گیاهان متعدد محیط طبیعی این جزیره را بر هم زده و بسیاری از گونه‌های آن را به انقراض کشاندند. پرندگان نیوزیلند بیشترین آسیب را دیدند چراکه آنها میلیون‌ها سال بدون حضور پستانداران تکامل یافته و فاقد ترفندهای دفاعی برای حفاظت از خود و تخم‌هایشان در مقابل چنین شکارچیانی بودند. به این ترتیب ۱۱۵ نوع پرنده یعنی حدود نیمی از پرندگان نیوزیلند به کلی منقرض شده و از باقیمانده‌ها نیز برخی فقط در جزایر دور از ساحل زندگی می‌کنند و برخی هم محدود به مناطق حفاظت‌شده خاصی هستند. 
امروزه بیشتر نیوزیلند بر اثر کشاورزی، جنگل‌زدایی و به طور کلی فعالیت‌های انسانی تغییر شکل داده‌است. هرچند مناطق بزرگی نیز تحت حفاظت قرار گرفته‌اند و تلاش‌هایی برای حفاظت و احیای اکوسیستم بومی انجام شده‌است. به ویژه در جزیره جنوبی که تراکم جمعیتی بسیار کمی دارد.

## تاریخچه

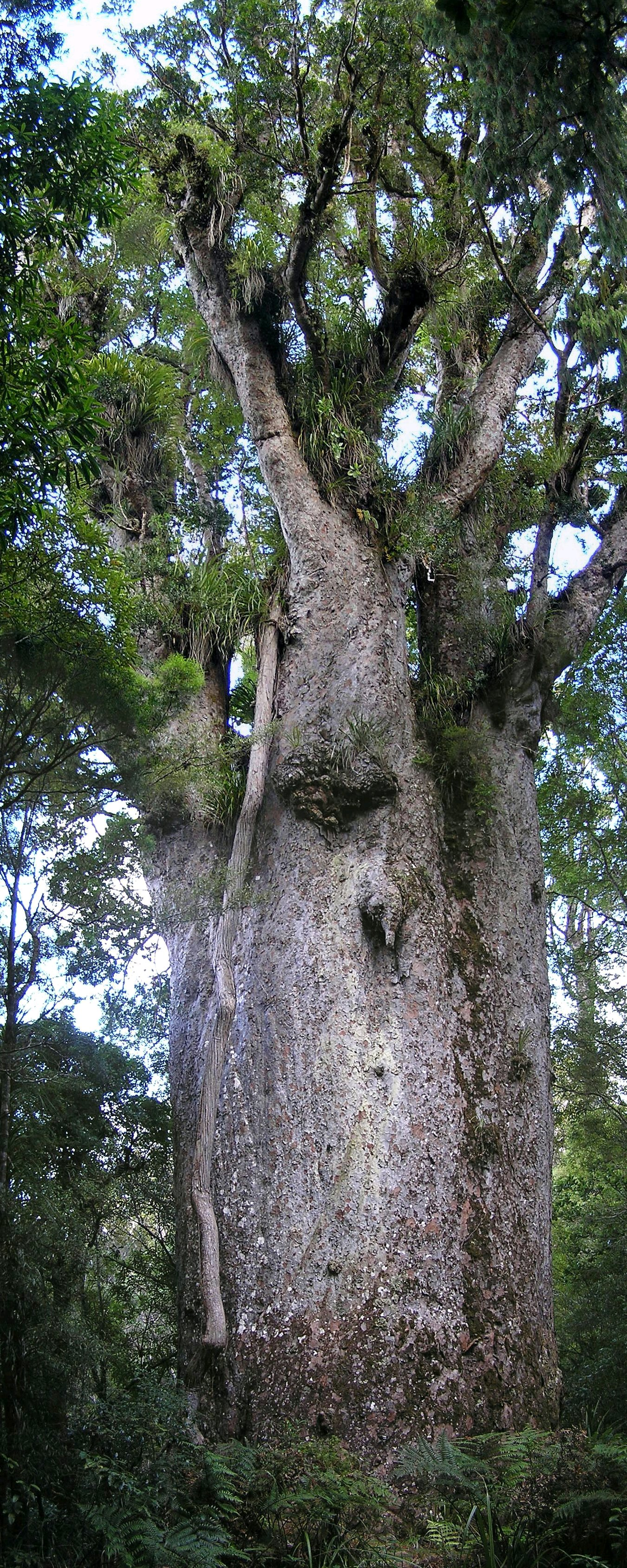
بخش بزرگی از خاک نیوزیلند در هنگام ورود اروپاییان پوشیده از درختان غول‌آسای کائوری بود که بزرگترین الوار دنیا را دارند.

نیوزیلند یکی از عجیبترین مجموعه‌های جانداران کره زمین را در خود جای داده‌است و این به دلیل حدود ۸۲ میلیون سال جدایی از خشکی‌های دیگر کره زمین است. نیوزیلند در آن هنگام یعنی قبل از انقراض دایناسورها از ابرقاره گندوانا جدا شد و سیر تکامل در این جزیره بدون ارتباط با سایر نقاط دنیا طی شد. همین باعث شد تا تنوع زیستی در نیوزیلند تا حد زیادی بومی انحصاری باشد یعنی اغلب گونه‌های جانوری و گیاهی این جزیره در هیچ جای دیگر دنیا وجود ندارند. تا قبل از ورود انسان‌ها تنها پستانداران این جزیره ۳ نوع خفاش بودند و بخش اصلی حیات وحش آن را پرندگان و حشرات تشکیل می‌دادند.
چندین ویژگی ابرقاره گندوانا هنوز در نیوزیلند حفظ شده‌است؛ مهمتر از همه پوشش گیاهی غالب جزیره که از گروه همان گیاهان باستانی گندوانایی هستند و همینطور حشرات متمایز، قورباغه‌های غیرعادی و برخی از پرندگان نیوزیلند. 
در گذشته‌های بسیار دور تعدادی از پستانداران ابتدایی نیز در نیوزیلند زندگی می‌کرند چون فسیلی از یک پستاندار متعلق به حدود ۱۹ میلیون سال پیش کشف شده‌است. مشخص نیست که این پستانداران چرا و چگونه منقرض شده‌اند اما این قطعی است که از میلیون‌ها سال قبل از ورود انسان این جزیره هیچ پستانداری نداشته‌است. دورگه‌دهی‌های بین‌گونه‌ای نیز در گیاهان و جانوران نیوزیلند بیشتر از حد معمول است.
تنوع زیستی نیوزیلند به دو روش ایجاد شده‌است؛ یکی فرایند گونه‌زایی یعنی تقسیم یک گونه جانوری یا گیاهی به دو یا چند گونه و دیگری مهاجرت‌های هوایی یا دریایی از نقاط دیگر. بیشتر این مهاجرها از استرالیا آمدند. اکثر پرندگان نیوزیلند و تعدادی از گیاهان (از طریق باد یا داخل شکم پرندگان) از استرالیا به نیوزیلند راه یافتند. تاریخ ورود بسیاری از آنها از استرالیا به نیوزیلند آنقدر قدیمی است که ارتباط آنها با خویشاوندان استرالیایی خود نیز واضح نیست. برای مثال طبقه‌بندی خفاش دم‌کوتاه (Mystacinidae)  زمانی مشخص شد که فسیل‌های خفاشی که جد این خفاش بوده در استرالیا پیدا شد. پاراکیت‌های سیانورامفوس هم از نیوکالدونیا به نیوزیلند آمدند. ارتباط نیوزیلند و نیوکالدونیا در خانواده‌های گکو و سقنقر (از خزندگان) دو جزیره هم دیده می‌شود.

## پیامدهای ورود انسان

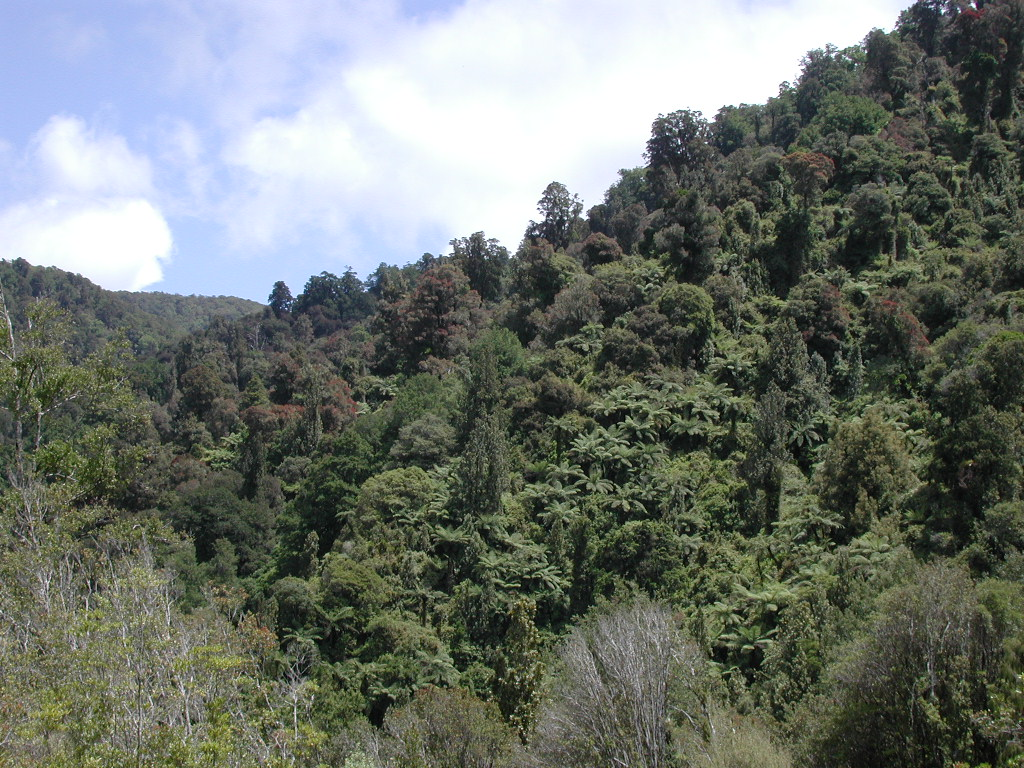
بخشی از جنگل‌های طبیعی

اولین انسان‌هایی که در نیوزیلند سکونت گزیدند مائوری‌ها بودند که از سال ۱۲۸۰ میلادی در چندین موج از جزایر پولینزی وارد آن شدند. آنها موش صحرایی پولینزی و سگ را با خود آوردند. اولین موج انقراض را موش‌های صحرایی با خوردن تخم‌های پرندگان آغاز کردند. چندین گونه از بی‌دفاع‌ترین پرندگان کوچک بدون پرواز اینگونه منقرض شدند. انسان‌ها نیز با شکار گسترده پرندگان عظیم‌الجثه موآ را منقرض کردند و عقاب‌های غول‌آسا نیز که طعمه اصلی خود را از دست داده بودند به کام فنا کشیده شدند. مائوری‌ها نیمی از جنگل‌های جزیره را برای کشاورزی سوزاندند و زیستگاه بسیاری از جانوران را از میان بردند.
موج بعدی انقراض با ورود اروپایی‌ها فرا رسید. ناخدا جیمز کوک که در دهه ۱۷۷۰ پا به این جزیره گذاشت، صدای پرندگان را در آن کرکننده توصیف کرده بود. بخش بزرگی از خاک نیوزیلند در هنگام ورود اروپاییان پوشیده از درختان غول‌آسای کائوری بود که بزرگترین الوار دنیا را دارند. اروپاییان تازه‌وارد که ارزش این درختان را نمی‌دانستند بیشتر آنها را قطع کردند.
اروپاییها نه تنها باقی‌مانده جنگل‌های نیوزیلند را هم از بین بردند  بلکه حیوانات شکارچی همچون گربه، راسو، قاقم و سگ‌های بیشتر، همه‌چیزخوارانی چون موش صحرایی سیاه، موش صحرایی قهوه‌ای، موش خانگی، جوجه‌تیغی و صاریغ و گیاهخوارانی چون گاو، گوسفند، بز، خوک، والابی، خرگوش، انواع گوزن و پرندگانی چون سار، مرغ مینا، گنجشک خانگی به همراه ماهیان، حشرات و گیاهان گوناگون را با خود این جزیره آوردند که تقریباً تمامی آنها بدون استثنا به صورت گونه مهاجم درآمده و اثرات ویرانگری را بر محیط زیست جزیره گذاشتند. رات، گربه، سگ، راسو و قاقم با خوردن پرندگان بدون پرواز و تخم‌های آنها نسل بسیاری از این پرنده‌ها را منقرض کردند و جمعیت مابقی را نیز به شدت کاهش دادند. حیوانات گیاهخوار پوشش گیاهی را که میلیون‌ها سال بدون حضور پستانداران تکامل یافته بود از بین بردند، گیاهان غیربومی نیز جای گیاهان بومی را در جنگل‌های پاکسازی شده گرفتند و ماهی‌های غیربومی مثل کپور معمولی هم اکوسیستم‌های آبی را تغییر دادند.
انقراض جانوران بومی نیوزیلند در برخی موارد موجب شده تا پرندگان استرالیا به طور طبیعی به این جزیره مهاجرت کرده و جای همتایان منقرض شده خود را پر کنند. برای مثال قوی سیاه خودش از استرالیا و نیوزیلند آمده و زیستگاه‌های قوی منقرض‌شده نیوزیلندی را اشغال کرده‌است. مورد سنقر تالابی و پوککو جالبتر است چون ورود این دو پرنده به نیوزیلند شباهت زیادی به ورود دو گونه مشابه سنقر آیلس و تاکاهی در گذشته دارد. سنقر آیلس اکنون منقرض شده و تاکاهی نیز بسیار کم‌تعداد شده در نتیجه جایگاه اکولوژیکی آن‌ها خالی مانده‌است. چشم‌نقره‌ای هم یکی دیگر از این پرنده‌هاست که خودش از استرالیا راهی نیوزیلند شده اما چون همتایی در حیات وحش نیوزیلند نداشته جایگاهی را در اختیار گرفته که تغییرات اکولوژیکی انسانی ایجاد کرده‌است.

## پرندگان

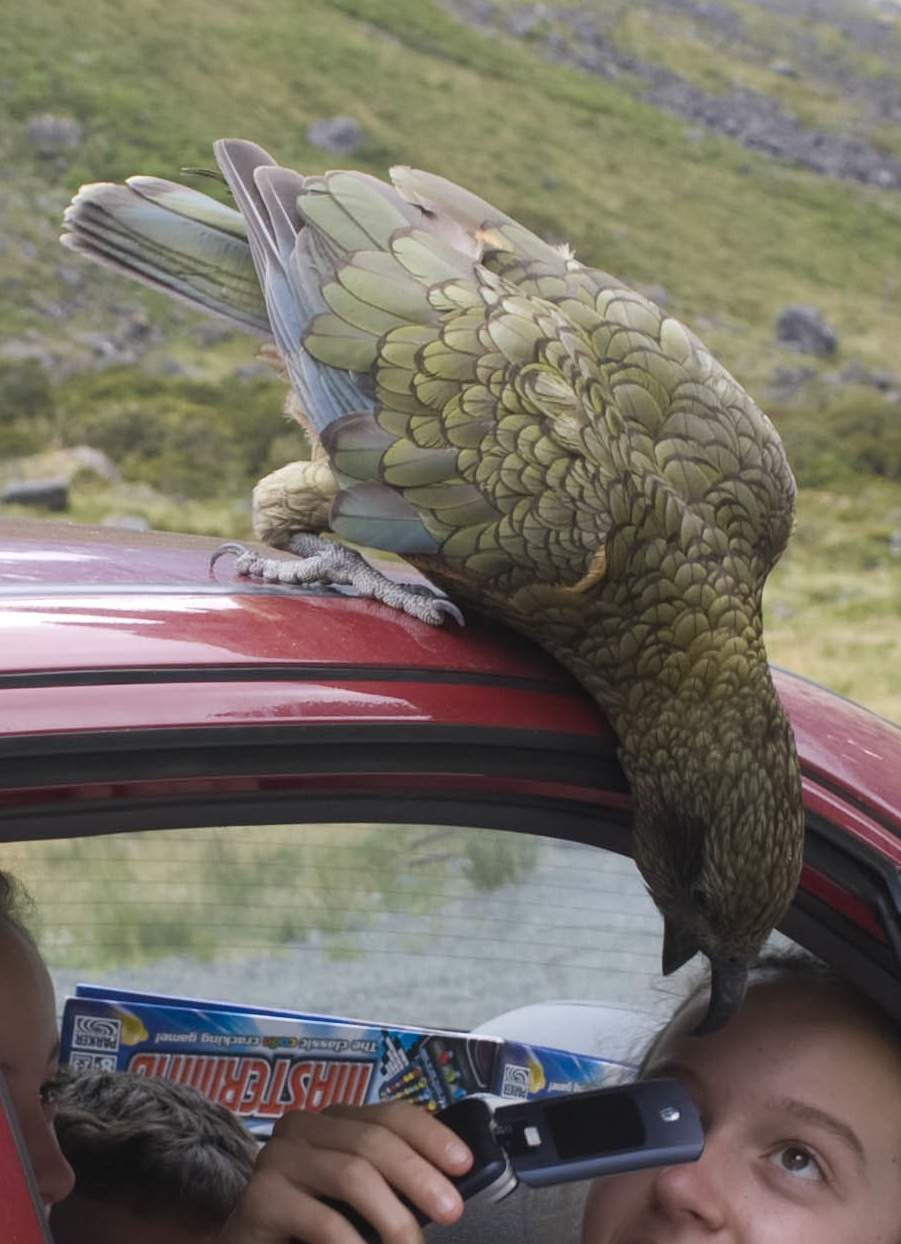
کیا تنها طوطی دنیاست که در کوهستان زندگی می‌کند.

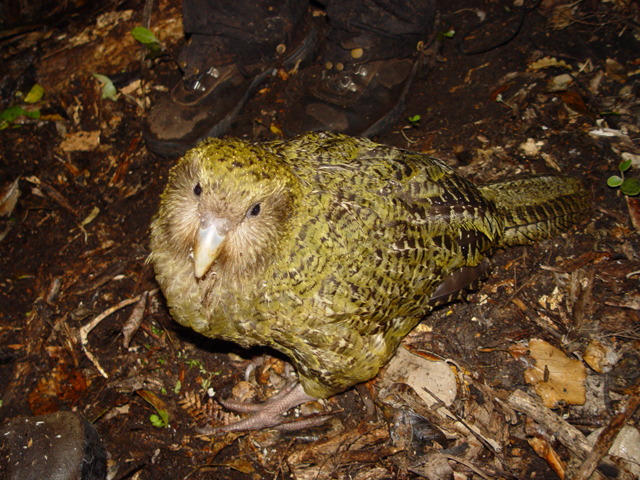
کاکاپو طوطی بزرگ بی‌پرواز و شب‌گردی است که از سال ۱۸۹۵ تاکنون در مرز انقراض قرار دارد.

با توجه به نبودن پستانداران جایگاه بوم‌شناختی که معمولاً به آنها اختصاص دارد توسط پرندگان اشغال شده و همین باعث تنوع و ویژگی‌های غیرعادی در پرندگان این جزیره شد.
پرندگان عظیم‌الجثه معروف به موآ که ۱۰ گونه مختلف بودند بزرگترین پرندگانی هستند که کره زمین تاکنون به خود دیده‌است. آنها که قدرت پرواز نداشتند شیوه تغذیه‌ای شبیه بزها و گوزن‌ها داشتند و از برگ‌ها و میوه‌ها تغذیه می‌کردند. آنها طعمه اصلی عقاب هارپاگورنیس پرنده شکاری غول‌آسایی بودند که وزن آن دو برابر بزرگترین عقاب‌های زنده امروزی بود. هر دو آنها بلافاصله پس از ورود پولینزی‌ها در حدود سال ۱۳۰۰ منقرض شدند. تصور می‌شود انسان‌ها جمعیت فیل‌مرغ‌ها را با شکار برانداختند و عقابها نیز که غذای اصلی خود را از دست داده بود منقرض شدند. 
کیوی که امروزه پرنده نمادین نیوزیلندی‌هاست نقش یک چرنده کوچک را ایفا می‌کرد و برگ‌های ریخته بر زمین را برمی‌چید. پرنده غول‌آسای ادزبیل هم یک همه‌چیزخوار بود و پرنده‌های کلبه‌ساز (Callaeidae) نیز یک خانوادهٔ زیستی بومی انحصاری نیوزیلند بودند. اما بیشتر پرندگان نیوزیلند همچون کبوتر نیوزیلندی، شاهین نیوزیلندی و چندین گونه طوطی، مرغ درازپا، جغد و مرغ دریایی خویشاوند پرندگان استرالیایی هستند. از ۲۴۵ پرنده نیوزیلند (دو جزیره اصلی و جزایر دیگر) ۱۷۴ پرنده یعنی ۷۱ درصد بومی انحصاری و ۳۲ درصد سرده‌ها نیز بومی انحصاری هستند.

## خزندگان و دوزیستان

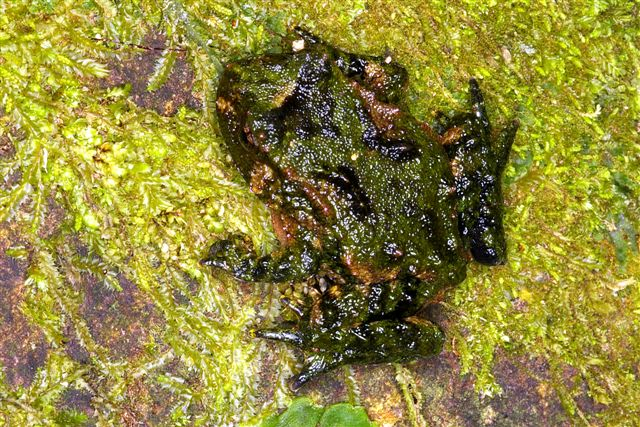
قورباغه‌های بدوی نیوزیلند از خانواده‌های باستانی بومی نیوزیلند

هیچ نوع آگاما، ایگوانا یا لاک‌پشت زمینی در نیوزیلند وجود نداشته و فسیل‌ها وجود یک تمساح را در دوره میوسن ثبت کرده‌اند. تنها خزندگانی که در نیوزیلند باقی ماندند سقنقرها، گکوها، و یک فسیل زنده به نام سوسمار پل‌دماغی هستند. سوسمار پل‌دماغی که ۶۰ سانتیمتر طول دارد بزرگترین خزنده نیوزیلند است و تنها عضو باقی‌مانده از راستهٔ زیستی خود Sphenodontia هستند.
تصور می‌شود قورباغه‌های نیوزیلند از زمان ابرقاره گندوانا باقی‌مانده باشند چون قورباغه‌ها تحمل آب شور را ندارند و نمی‌توانند از طریق دریا به نیوزیلند آمده باشند.

## پستانداران
تا قبل از ورود انسان‌ها تنها پستانداران این جزیره ۳ نوع خفاش بودند (که یک گونه منقرض شده) به همراه نهنگ‌ها، دلفین‌ها، گراز دریایی و فک‌ها که در سواحل و رودخانه‌های آن زندگی می‌کردند. 

## بی‌مهرگان

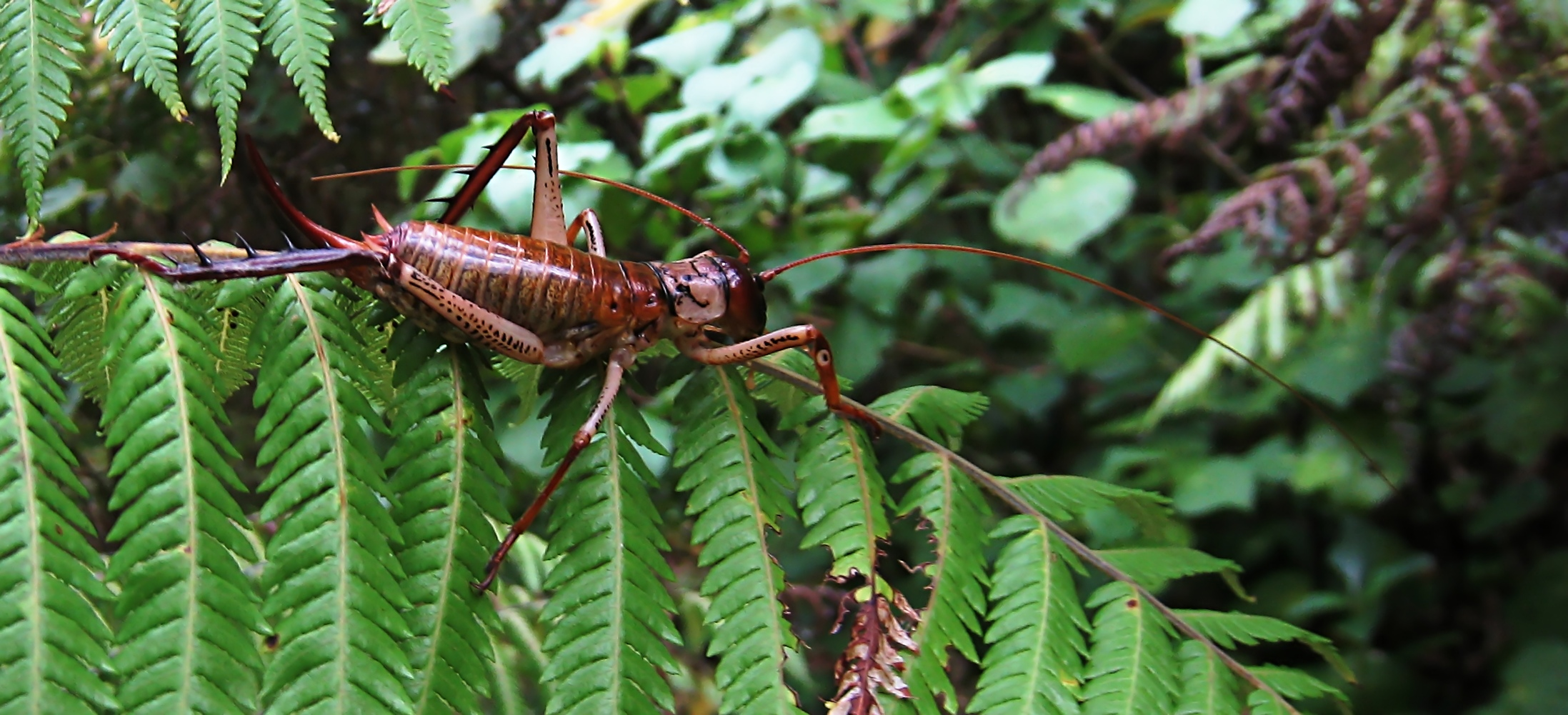
این وتای درختی هفت سانتیمتر (بدون شاخک و پاها) طول دارد

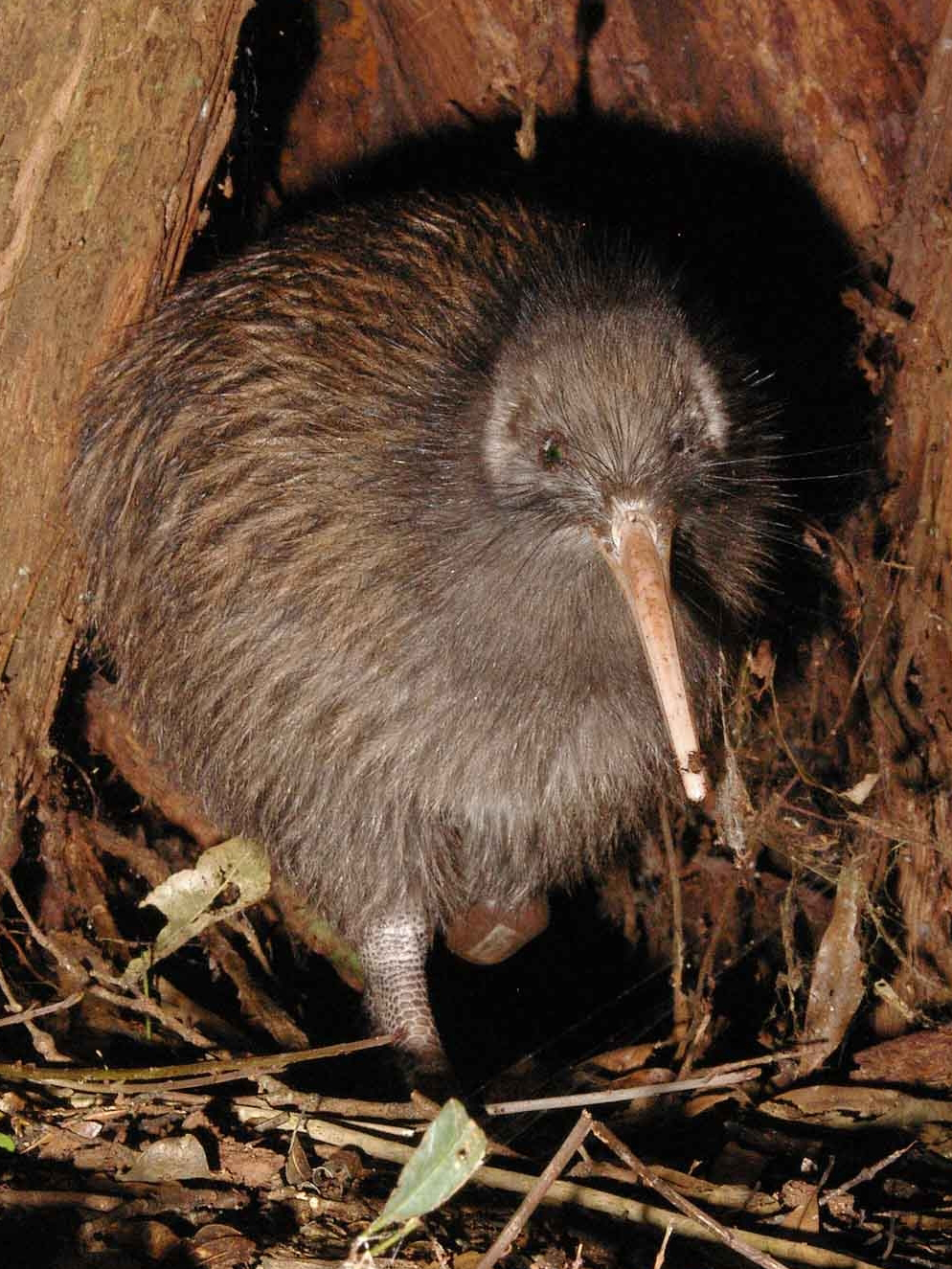
کیوی پرنده ملی نیوزیلند

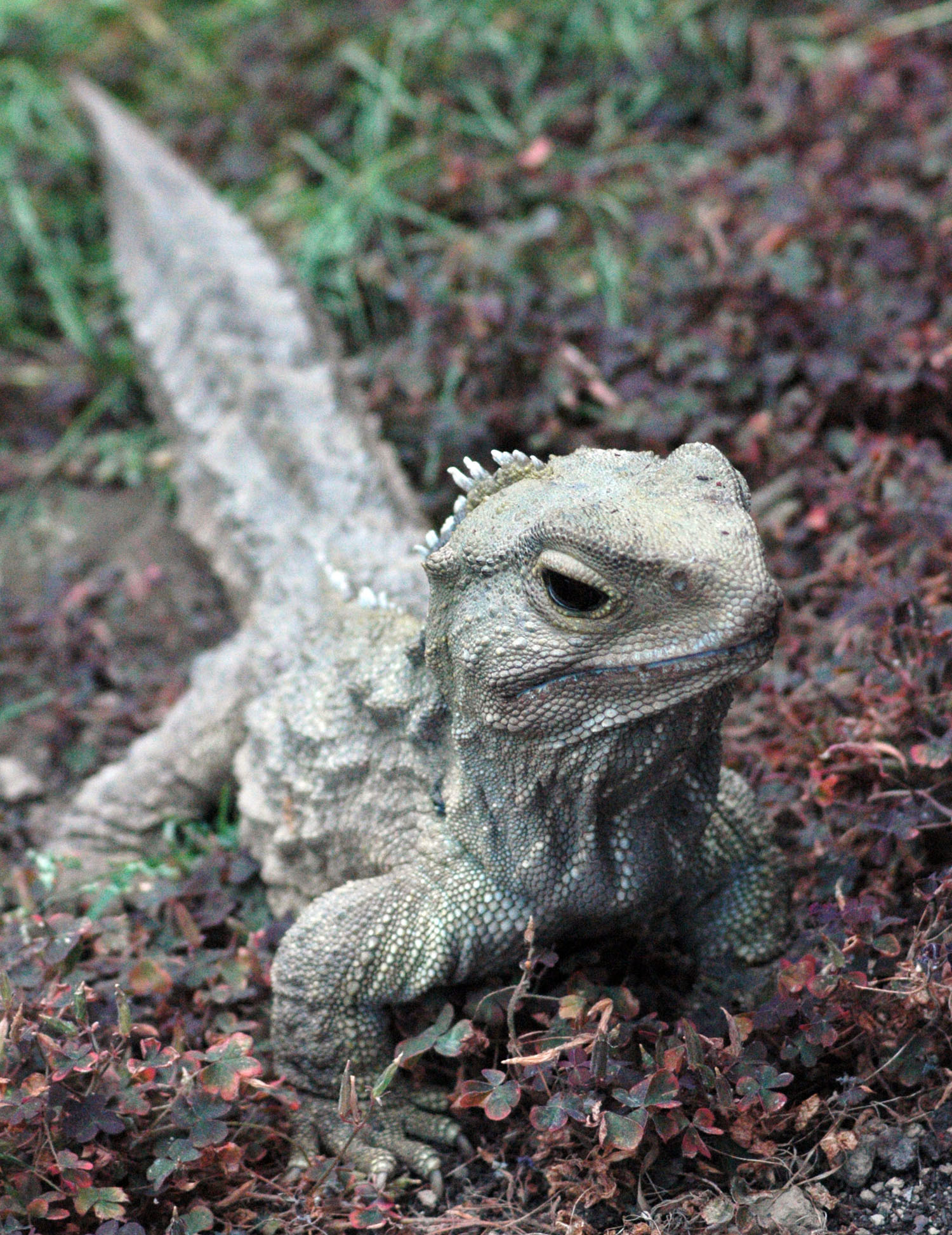
سوسمار پل‌دماغی یک فسیل زنده با ویژگی‌های خزندگان باستانی است

بی‌مهرگان نیوزیلند هم تنوع بالایی دارند و خویشاوندی نزدیکی با حشرات گندوانایی دارند. بیش از هزار گونه حلزون در نیوزیلند وجود دارد و تعداد زیادی حشره به ویژه جیرجیرک و ملخ در این جزیره وجود دارد  که بسیاری از آنها بی‌پرواز و بزرگ هستند. با این حال بیش از ۱۲ گونه از مورچه در این جزیره وجود ندارد. وتاها معروفترین حشرات نیوزیلند هستند. آنها که خویشاوند جیرجیرک‌های علفزار هستند اندازه بسیار بزرگی دارند و طول آنها بدون شاخک و پا به ۷ سانتیمتر می‌رسد.

## میزان بومی بودن
میزان بومی انحصاری بودن در گروه‌های مختلف زیاگان نیوزیلند اینگونه‌است:
- ۸۰ درصد کل گیاهان آوندی
- ۷۰ درصد کل پرنده‌های خشکی‌زی و آب شیرین
- تمام خفاش‌ها
- تمام دوزیستان
- تمام خزندگان
- ۹۰ درصد ماهی‌های آب شیرین

## گونه‌های مهاجم

### پستانداران
جوندگان
- موش صحرایی سیاه
- موش صحرایی قهوه‌ای
- موش صحرایی پولینزی
- موش خانگی

گوشتخوارسانان
- سگ
- گربه
- راسوی اهلی (قاقم دورنگ اروپایی)
- قاقم

خرگوش‌سانان
- خرگوش اروپایی
- خرگوش صحرایی اروپایی

حشره‌خواران
- جوجه‌تیغی

سم‌داران
- خوک
- بز
- اسب
- مرال
- گوزن سمبر
- گوزن زرد اروپایی
- گوزن ژاپنی
- بز کوهی اروپایی (Rupicapra rupicapra)
- بز کوهی همالیا (Hemitragus jemlahicus)

کیسه‌داران
- انواع والابی
- صاریغ دم‌قلمویی معمولی

### پرندگان
- خرمابلبل زیر دم سرخ
- سار معمولی
- مرغ مینا
- گنجشک شهری
- غاز کانادایی
- مرغابی سرسبز
- زاغی استرالیایی

### بی‌مهرگان
- زنبور بی‌عسل اروپایی (Vespula germanica)
- زنبور بی‌عسل معمولی (Vespula vulgaris)
- زنبور بی‌عسل کاغذی چینی (Polistes chinensis)
- واروا ویرانگر (Varroa destructor)
- کوزه‌داران

### ماهیان
- ماهی لوتی اروپایی (Perca fluviatilis)
- کپور معمولی
- قزل‌آلای خال‌قرمز
- گامبوزیا
- گربه‌ماهی
- سرخ‌باله معمولی

## گیاهان
۳۲۸ گونه گیاه آوندی از سوی سازمان محیط زیست نیوزیلند به عنوان گیاه هرز زیست‌محیطی اعلام شده‌اند. تعدادی از مهمترین آنها:
- انواع اقاقیا به ویژه گونه‌های استرالیایی
- آکانتوس (از گروه کنگر)
- نی بلند Arundo donax
- جارو
- خار کالیفرنیایی Cirsium arvense
- لاله دماغه
- مارچوبه کوهی Asparagus scandens
- پیچ امین‌الدوله ژاپنی
- یاس صورتی Jasminum polyanthum
- خلنگ
- سرو کوهی
- علف اکسیژن Lagarosiphon major
- شیطان مکزیکی Ageratina adenophora
- گل آفتابگردان مکزیکی
- درخت بید
- علف پامپا
- محبوبه شب
- تمشک کریسمس
- خار اسکاتلندی
- Tradescantia fluminensis
- نیلوفر پیچ
- زنبق زرد